# Tamacine
Tamacine (em árabe: تماسين) (às vezes escrito Témacine) é uma comuna localizada na província de Ouargla, Argélia. De acordo com o censo de 2008, a população total da cidade era de 20 067 habitantes.